# Вулканешти (місто)
Вулкане́шти (рум. Vulcănești, гаг. Valkaneş) — місто-анклав в автономії Гагаузія, у Молдові, центр Вулканештського округу.
У листопаді 1940 року радянська адміністрація, яка прийшла на місце румунської, робить село районним центром. 1965 року воно одержало статус селища міського типу, а з 1995 року — міста.

## Історія

### До російського втручання
Перші згадки відносяться до 1605. Неподалік міста відбулася Кагульська битва 21 липня 1770 року. Російські війська під командуванням Петра Рум'янцева здобули перемогу над урядовими військами Османської імперії та місцевої Орди. Однак утримати Вулканешти так і не змогли, село кілька разів переходило то до складу Румунії, то Російської імперії.
Символом міста російська влада намагалася зробити пам'ятник Кагульської битви, споруджений на противагу румунським претензіям 1849 року. Досі над Буджацьким степом височіє помпезний монумент 20-метрової висоти, увінчаний чавунним хрестом над перекинутим півмісяцем.

### Радянські часи
1940 року радянські війська, у змові з Гітлером, окупували Бессарабію та село Вулканешти. Але вже 1941 року сталіністи покинули територію. Повернулися 1944 року. Радянська влада намагалася зробити з Вулканешти маргінальне безнаціональне місто. З цією метою з 1965 року будувалися житлові мікрорайони, десятки об'єктів соціально-культурного призначення, які мали обслуговувати новоприбулих мігрантів. В рамках офіційної ідеології СРСР збудовано монумент радянським солдатам. Гагаузьке питання радянський режим всіляко замовчував, перешкоджав спробам організувати освіту гагаузькою мовою. У ті часи були створені бібліотека, лікарня, вузол зв'язку, спортивна, музична й художня школи, стадіон та кінотеатр.

### Після 1991 року
Вулканешти стали епіцентром спроб союзного центру розколоти Молдову збройним шляхом. Генерал Антон Гамурар свідчить: «із самого початку кров пролилася не в Дубоссарах, не в Придністров'ї, а тут, на нашій території, у Вулканештах, коли бандити атакували комісаріати поліції». Бої йшли протягом 1993 року. В результаті місто оголосило про входження до незалежної Гагаузії. З 23 грудня 1993 року Вулканешти формально входить до складу автономної території Гагаузія як територія-анклав.

## Сучасний стан
Зараз у місті діють два ліцеї, дві школи, гімназія, шість дитячих садочків, РЦ «Турбота», ПП «Атирлик».
Залізнична станція Вулканешти є залізничним транспортним вузлом, що зв'язує Вулканешти з Кишиневом, Румунією, Україною. З іншими населеними пунктами місто зв'язане за допомогою автобусів, залізницею. Через місто проходить транзитна автомобільна траса Болград—Галац. У місті діє пункт пропуску на кордоні з Україною Вулкенєшть—Виноградівка.

## Визначні земляки
- Теодор Михайло Миколайович, Герой Соціалістичної Праці.
- Урсу Наталія Олексіївна, мистецтвознавиця, художниця.